# Lubbert Oldehoff
Lubbert Oldehoff (* unbekannt in Lippstadt; † 4. oder 17. April 1462 in Liesborn), auch Aldehoff oder Aldehov geschrieben, war von 1431 bis 1462 der 16. Abt des Benediktinerklosters Liesborn.

## Leben
Vor seiner Zeit als Abt scheint Lubbert im Kloster Liesborn keine besonderen Ämter bekleidet zu haben. Seine Wahl zum Abt fand am 6. oder 8. Februar 1431 statt, das genaue Datum bleibt unklar. Seine Bestätigung erfolgte durch den Bischof Heinrich von Moers. Während Lubberts Regentenzeit half der Bischof von Münster dem Kloster wirtschaftlich und schützte es gegen Bedrückungen durch seine eigenen Vasallen. Als der Bischoff selbst in finanzielle Schwierigkeiten geriet, half Abt Lubbert ihm wiederum aus. Der Bischof von Münster und Abt Lubbert Oldehoff scheinen eine nähere Beziehung gepflegt zu haben.
Geschickt soll es Lubbert gelungen sein, das Kloster vor den Auswirkungen der Soester Fehde geschützt zu haben. Lubbert soll ein in geistlichen wie weltlichen Dingen gebildeter und erfahrener Mann gewesen sein. Er war vermutlich sogar beim Konzil von Basel anwesend. In seiner Regentenzeit veranlasste Lubbert den Weiterbau des Chors, der ursprünglich von Abt Florin Ketelhot veranlasst wurde. Abt Lubbert starb am 4. oder 17. April 1462.

## Familie
Lubbert Oldehoff stammte aus einer Lippstädter Bürgerfamilie und war der erste nachweisbare nichtadelige Abt des Klosters Liesborn. Mit Lubbert als Abt wurden vermehrt Angehörige bürgerlicher Familien im Kloster Liesborn aufgenommen.